# Victor Madsengletsjer
De Victor Madsengletsjer is een gletsjer in Nationaal park Noordoost-Groenland in het oosten van Groenland.
De gletsjer is vernoemd naar geoloog Victor Madsen.

## Geografie
De gletsjer is noordoost-zuidwest georiënteerd en heeft een lengte van meer dan 40 kilometer. Ze mondt in het noordoosten uit in de Jættegletsjer. Aan de zuidkant van de gletsjer gaat er nog een kleinere tak die uitkomt op de Nordenskiöldgletsjer. Ongeveer 15 kilometer oostelijker ligt de Gregorygletsjer en ongeveer 25 kilometer naar het noordwesten ligt de Hamberggletsjer.
Ten oosten van de gletsjer ligt het Frænkelland. Ten noordoosten van de monding in de Jættegletsjer ligt het Louise Boydland.